# Tournavaux
Tournavaux is een gemeente in het Franse departement Ardennes in de regio Grand Est en telt 154 inwoners (2005). De plaats maakt deel uit van het arrondissement Charleville-Mézières.

## Geografie
De oppervlakte van Tournavaux bedraagt 1,6 km², de bevolkingsdichtheid is 96,2 inwoners per km².
De onderstaande kaart toont de ligging van Tournavaux met de belangrijkste infrastructuur en aangrenzende gemeenten.

## Demografie
Onderstaande figuur toont het verloop van het inwonertal.

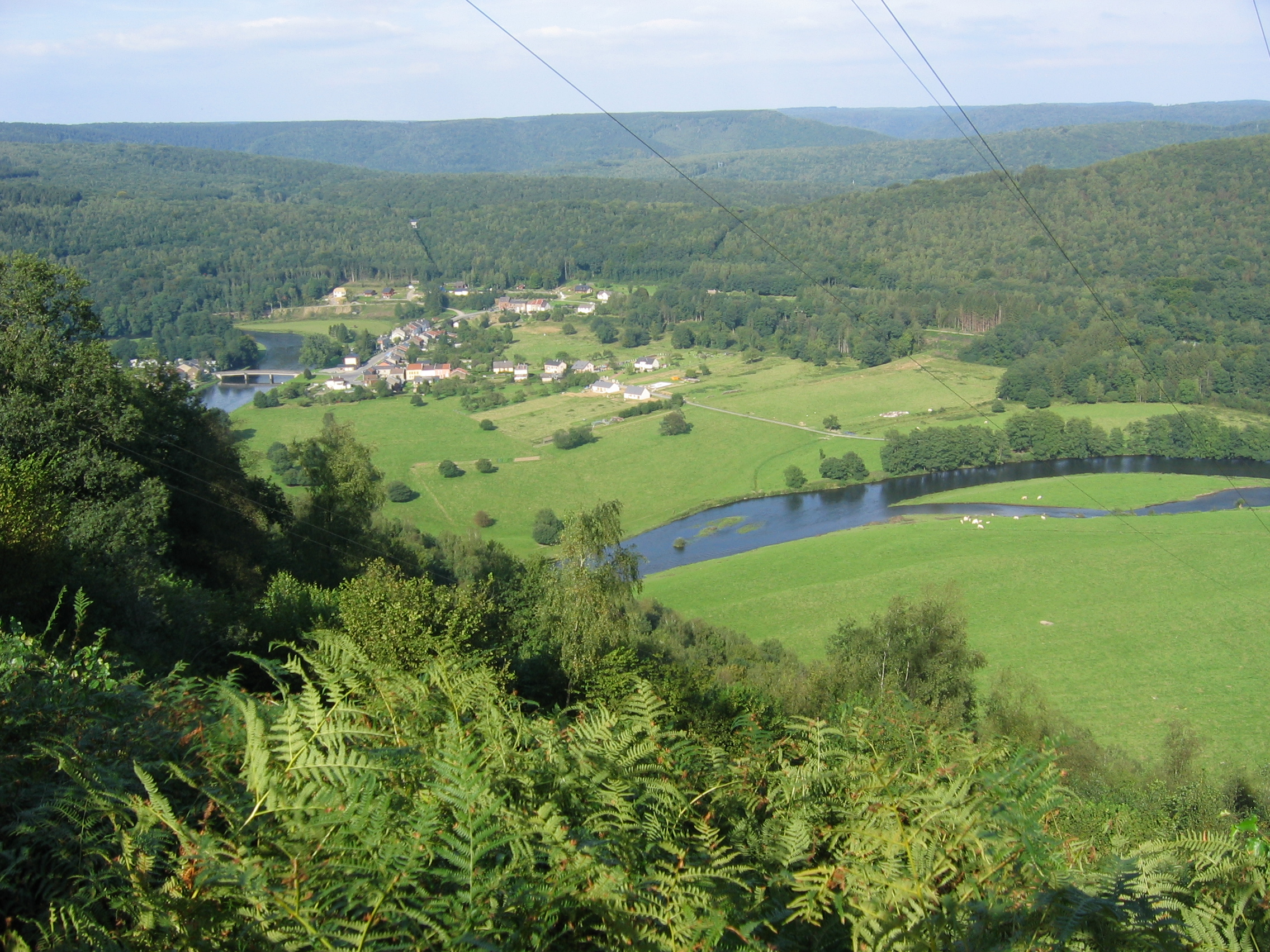
Zicht op Tournavaux

Vanwege een beveiligingsprobleem met de MediaWiki Graph-software is het momenteel niet mogelijk deze grafiek weer te geven. Zodra de software is bijgewerkt zal de grafiek vanzelf weer zichtbaar worden.
Bogny-sur-Meuse · Deville · Haulmé · Les Hautes-Rivières · Joigny-sur-Meuse · Laifour · Les Mazures · Montcornet · Monthermé · Renwez · Thilay · Tournavaux